# Organisatie van olie-exporterende landen

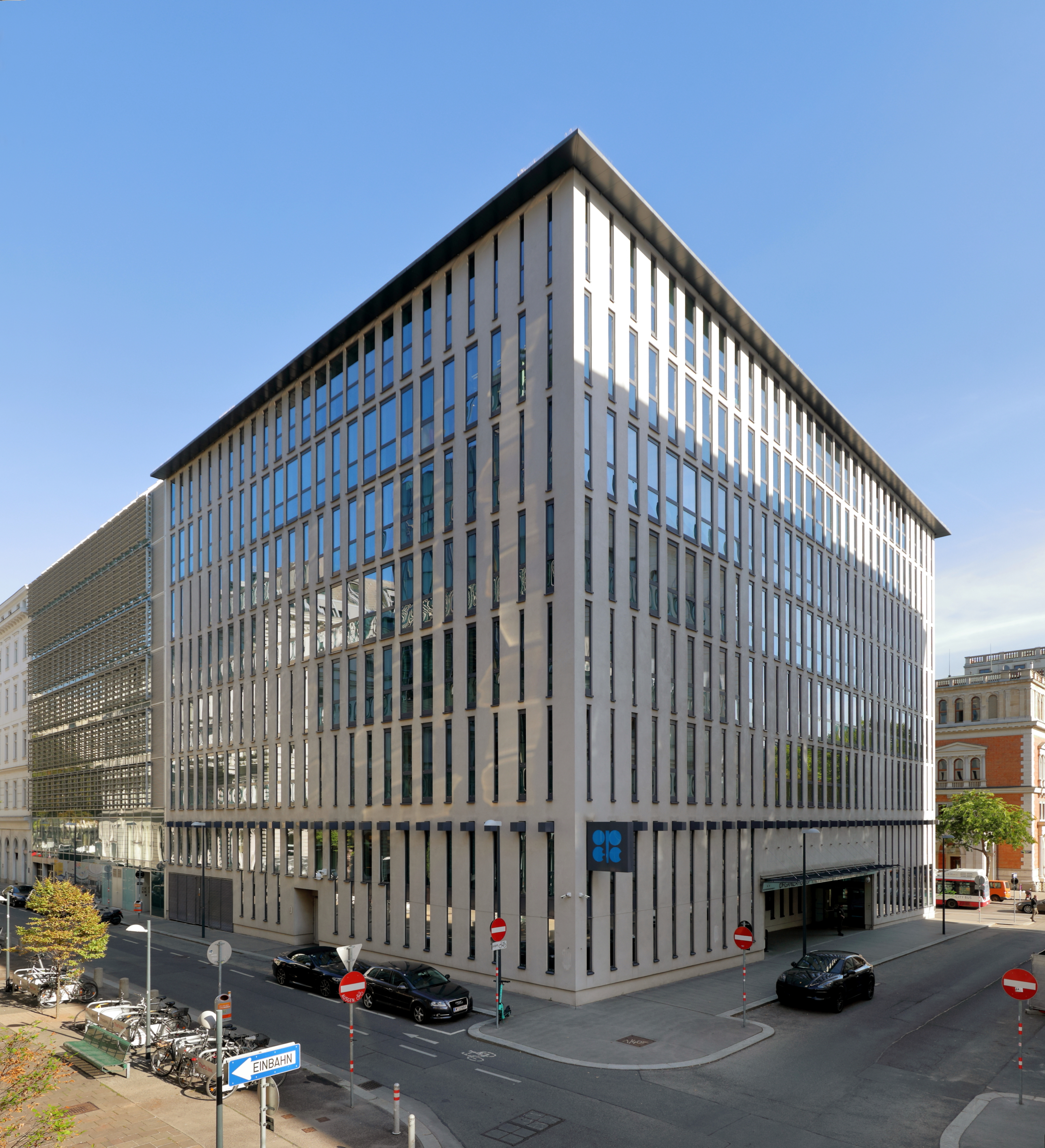
OPEC-gebouw in Wenen

De Organisatie van olie-exporterende landen (Engels: Organization of the Petroleum Exporting Countries, OPEC) is een samenwerkingsverband van dertien landen die netto olie uitvoeren. De  intergouvernementele organisatie probeert door het veranderen van het aanbod van olie de prijs daarvan te sturen. Economen beschouwen de OPEC vaak als een kartel. Dit kartel is echter niet illegaal daar het een internationale overeenkomst betreft die staten hebben gesloten op grond van hun soevereiniteit.
De OPEC is op 14 september 1960 opgericht in Bagdad (Irak) op initiatief van Iran en Venezuela. De oprichters waren naast Venezuela en Iran, Saoedi-Arabië, Irak en Koeweit. Sindsdien zijn er meer landen bijgekomen, maar er zijn ook weer landen die de OPEC hebben verlaten. Landen die relatief veel olie produceren maar geen lid zijn van de OPEC zijn Brazilië, Canada, Mexico, Noorwegen, Oman, Rusland en de Verenigde Staten.
Het hoofdkwartier van de OPEC bevindt zich sinds 1 september 1965 in Wenen. Daarvoor was het gevestigd in Genève.
De tegenhanger van OPEC bij de olieverbruikende landen is het Internationaal Energieagentschap (IEA).

## Leden

### Lidstaten
- Irak (1960)
- Iran (1960)
- Koeweit (1960)
- Saoedi-Arabië (1960)
- Venezuela (1960)
- Libië (1962)
- Verenigde Arabische Emiraten (1967)
- Algerije (1969)
- Nigeria (1971)
- Gabon (1975-1994, 2016- )
- Angola (2007-uittreden bekendgemaakt in december 2023)
- Equatoriaal-Guinea (2017)
- Congo-Brazzaville (2018)

Recent uitgetreden lidstaten:
- Qatar (1961-1 januari 2019)
- Indonesië (1962-2008, korttijdig opnieuw lid van januari tot november 2016)
- Ecuador (1973-1992, 2007-jaareinde 2019)

### Deelnemers OPEC+
In december 2016 tekende de OPEC een overeenkomst met elf andere olieproducerende landen, deze groep is bekend geworden als OPEC+. Deze 11 landen zijn Rusland, Mexico, Kazachstan, Oman, Azerbeidzjan, Maleisië, Bahrein, Brunei, Soedan en Zuid-Soedan. Equatoriaal-Guinea hoorde hier ook bij, maar in mei 2017 werd dit land een OPEC-lid. De overeenkomst had aanvankelijk een duur van zes maanden, maar dit werd diverse malen verlengd.
Van deze nieuwe groep is Rusland veruit de belangrijkste. Het land is de derde grootste olieproducent ter wereld en produceerde in 2022 zo'n 10,3 miljoen vaten per dag (vpd). In datzelfde jaar produceerden de overige negen landen tezamen 6,2 miljoen vpd. Ter vergelijking, de OPEC produceerde in 2022 naar schatting 28,7 miljoen vpd equivalent aan 38% van de totale wereldolieproductie. Het wereldmarktaandeel van OPEC+ was in 2022 zo'n 60% van de olieproductie.
In januari 2024 zal Brazilië ook deelnemen aan OPEC+, maar zal geen afspraken maken over productiebeperkingen. In 2022 produceerde Brazilië 3,7 miljoen vpd.

## Organisatie en doelstellingen
De OPEC telt 13 leden. Alle landen die netto olie-exporteur zijn en gelijke belangen hebben als de huidige OPEC-leden kunnen lid worden. Om tot de OPEC toe te treden is de instemming vereist van driekwart van alle zittende leden en van alle vijf landen die de OPEC in 1960 hebben opgericht. Samen hebben ze een marktaandeel van 41,5% (2018).
De doelstellingen van de OPEC zijn:
- coördinatie van de belangen van de olie-exporterende landen, met name het verzekeren van een stabiele bron van inkomsten voor de olieproducerende landen;
- zorg dragen voor voldoende olie tegen een economisch aantrekkelijke prijs voor de olieconsumerende landen;
- het behalen van een redelijk rendement op de investeringen die noodzakelijk zijn voor voldoende olieaanbod.

Uit de geschiedenis van de OPEC blijkt dat het handhaven van stabiele olieprijzen, voornamelijk door het bepalen van productiequota, geen gemakkelijke opgave is. De aangesloten landen houden zich regelmatig niet aan de afgesproken productiequota, waardoor de prijs daalt en andere producenten weer meer gaan produceren om dezelfde inkomsten te krijgen. Het vaststellen van de juiste hoogte van de olieprijs is eveneens niet eenvoudig. Een te lage prijs leidt tot te lage opbrengsten voor de olie-exporterende landen en een te hoge prijs leidt tot de ontwikkeling van alternatieve energiebronnen. Alternatieven kunnen nieuwe olievelden zijn zoals in het noorden van Alaska of de Noordzee, die een hogere kostprijs hebben en daardoor alleen economisch winbare reserves opleveren als de olieprijs hoog is, of volledig andere energiebronnen als kernenergie of windenergie.

## Geschiedenis

### Aanleiding
Het bij elkaar brengen van de grote olieproducerende landen was al langer een droom van Pérez Alfonzo. Tijdens zijn ballingschap in de Verenigde Staten had hij de Texas Railroad Commission bestudeerd en de manier waarop deze de olieproductie in dat land reguleerde. In 1958 kon hij terugkeren naar Venezuela waar hij onder Betancourt minister van Energie en Mijnen werd. In Tariki, de eerste Saoedische minister van Olie, vond hij een medestander.
Op 9 augustus 1960 besloot de grootste Amerikaanse oliemaatschappij Standard Oil of New Jersey (het latere ExxonMobil) zonder vooroverleg met de olieproducerende landen de prijs van ruwe olie met 14 dollarcent per vat, te verlagen, ofwel met circa 7%. Andere oliemaatschappijen namen dit besluit, enigszins met tegenzin, over. Op initiatief van Pérez Alfonzo en Tariki kwamen op 10 september 1960 vertegenwoordigers van Venezuela, Saoedi-Arabië, Irak, Iran en Koeweit bijeen in Bagdad. Op 14 september lag er een overeenkomst en de OPEC was een feit. De ambitie van de OPEC was het herstel van de olieprijs naar het niveau van voor de verlaging van 9 augustus en dat toekomstige prijsveranderingen pas na onderling overleg konden worden doorgevoerd. De vijf OPEC-oprichters hadden op dat moment een aandeel van 80% in de wereldwijde olie-exporten.

### De eerste tien jaar
In de jaren 60 bereikte de OPEC vooral dat de olieprijs niet werd verlaagd. Verder waren de resultaten enigszins teleurstellend om de volgende redenen. De OPEC-landen hadden weinig controle over de oliereserves, deze waren door de concessieafspraken in handen van de oliemaatschappijen. Deze beschikten over de noodzakelijke technologische kennis en toegang tot de afzetmarkten. Er was tevens een wereldwijd olie-overschot. In Libië waren begin jaren 60 nieuwe olievelden aangeboord en al in 1965 was Libië de op zes na grootste olie-exporteur ter wereld met een aandeel van 10%. De Libische olie was van hoge kwaliteit en de nabijheid tot de Europese markt werkte in haar voordeel. Ten slotte concurreerden de OPEC-landen onderling om de stroom van olie-inkomsten gaande te houden. In de jaren tussen 1960 en 1969 daalde de olieprijs met 36 dollarcent per vat, ofwel circa 22%.
De nationalisering van de olie-industrie in Iran in 1951 en de daaropvolgende Abadan-crisis en Amerikaans-Britse staatsgreep in 1953 had de olieproducerende landen ook voorzichtig gemaakt. Met de sinds die tijd exponentieel gestegen vraag naar olie veranderde de situatie echter. Waar in 1951 het tijdelijke verlies van Iraanse olie eenvoudig opgevangen kon worden door de andere Golfstaten, brak men zich rond 1970 het hoofd over hoe de productiecapaciteit de stijgende vraag kon bijhouden. Toen Qadhafi op 1 september 1969 de macht overnam in Libië, stelde hij al in december van hetzelfde jaar de oliemaatschappijen een ultimatum, namelijk een stijging van de olieprijs met 43 dollarcent en een meerderheidsbelang in de olieproductie. Libië zou de export van olie staken als de eisen niet werden ingewilligd. De oliemaatschappijen boden veel tegenstand, maar in september 1970 had Libië zijn zin. Andere OPEC-landen zagen de successen van Libië en startten hun eigen onderhandelingen om een grotere deelneming van de staat in de oliemaatschappijen, hogere inkomstenbelastingen en hogere prijzen te behalen. Op 14 februari 1971 bereikten de partijen een akkoord in Teheran, hier kregen de landen ook een meerderheidsbelang van ten minste 55% in de oliewinning, de olieprijs werd met 25 dollarcent verhoogd en zou ook in latere jaren verder stijgen. In Libië waren ook onderhandelingen gestart, met onder andere Algerije, Libië, Saoedi-Arabië en Irak als deelnemers, en op 2 april 1971 werd een olieprijsverhoging van 90 dollarcent overeengekomen.

### De eerste oliecrisis (1973)

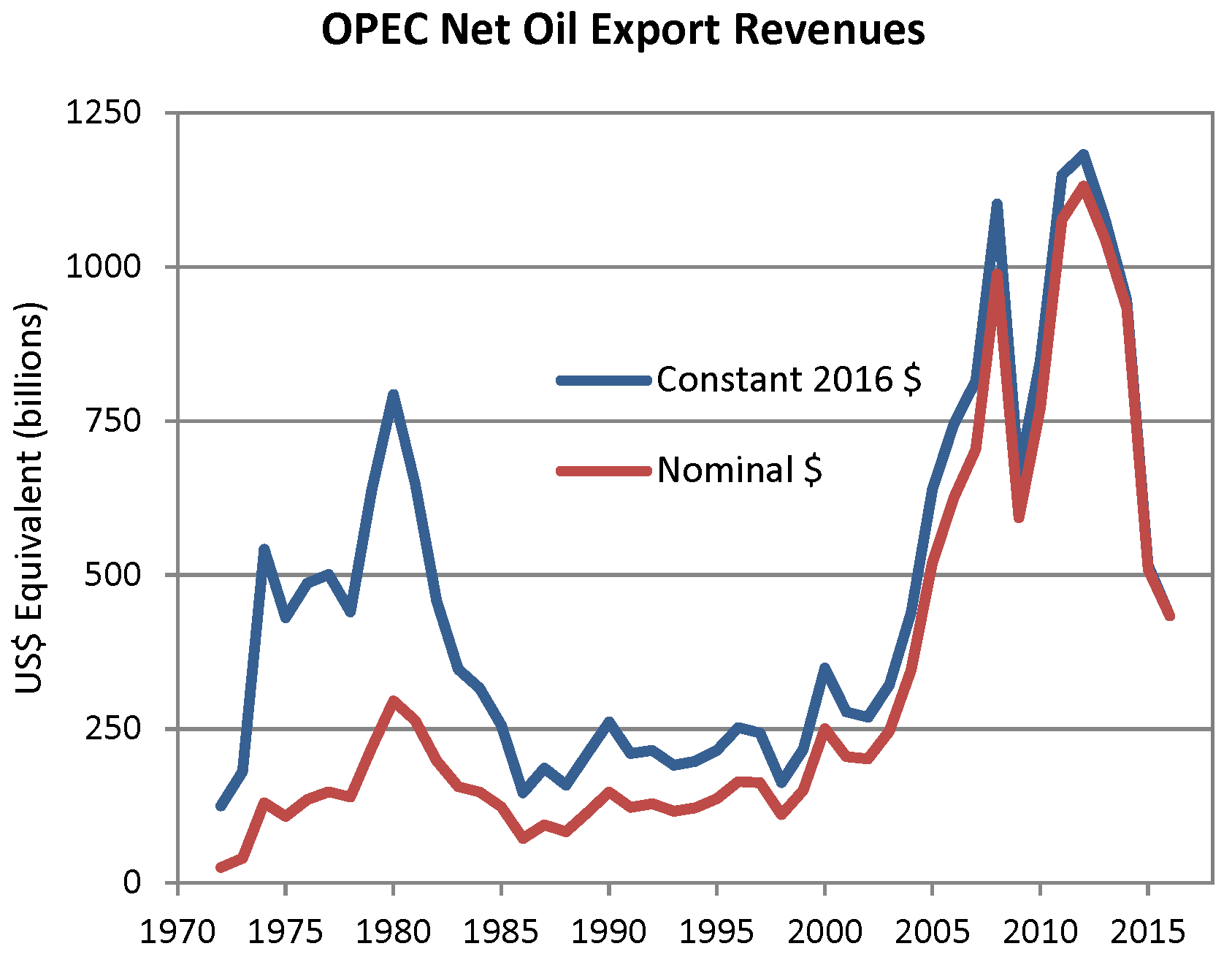
OPEC netto export olie-opbrengst voor de periode 1971 - 2007.

Op 6 oktober 1973 werd Israël aangevallen door de legers van Egypte en Syrië; de Jom Kipoeroorlog was uitgebroken. De Sovjet-Unie en de Verenigde Staten leverden wapens aan de strijdende partijen. De Arabieren kondigden op 17 oktober 1973 een olieboycot aan. Iedere maand zou de olieproductie met 5% worden verlaagd totdat de eisen werden ingewilligd. De leveranciers van wapens aan Israël, met name de Verenigde Staten, maar ook Nederland, werden door een exportverbod getroffen. In december 1973 was de Arabische olieproductie met ongeveer 5 miljoen vaten olie per dag gedaald in vergelijking tot begin oktober, vlak voor de aankondiging van de boycot. Deze daling kon niet elders worden opgevangen en olie-importeurs boden hogere prijzen om toch in de oliebehoefte te kunnen voorzien. In de zomer van 1973 werd nog iets minder dan US$ 3 per vat betaald, maar in december werd al US$ 17 geboden. Na december werd de boycot verzacht en kwamen de olieministers bijeen in Teheran om een nieuwe olieprijs af te spreken. Het effect van de sterk gestegen olieprijs op de economieën van de westerse wereld was bijzonder negatief geweest. Saoedi-Arabië nam een gematigde positie in en stelde een olieprijs voor van US$ 7 per vat; Iran was agressiever om de ambities van het land te financieren en wenste een prijs van US$ 11,65 per vat. Dit voorstel van Iran werd ten slotte aangenomen. De olieprijs was van medio 1973 tot december 1974 in twee stappen verviervoudigd. Tussen 1972 en 1977 stegen de olie-inkomsten van de OPEC-leden van US$ 23 miljard naar US$ 140 miljard.

### De tweede oliecrisis (1979)

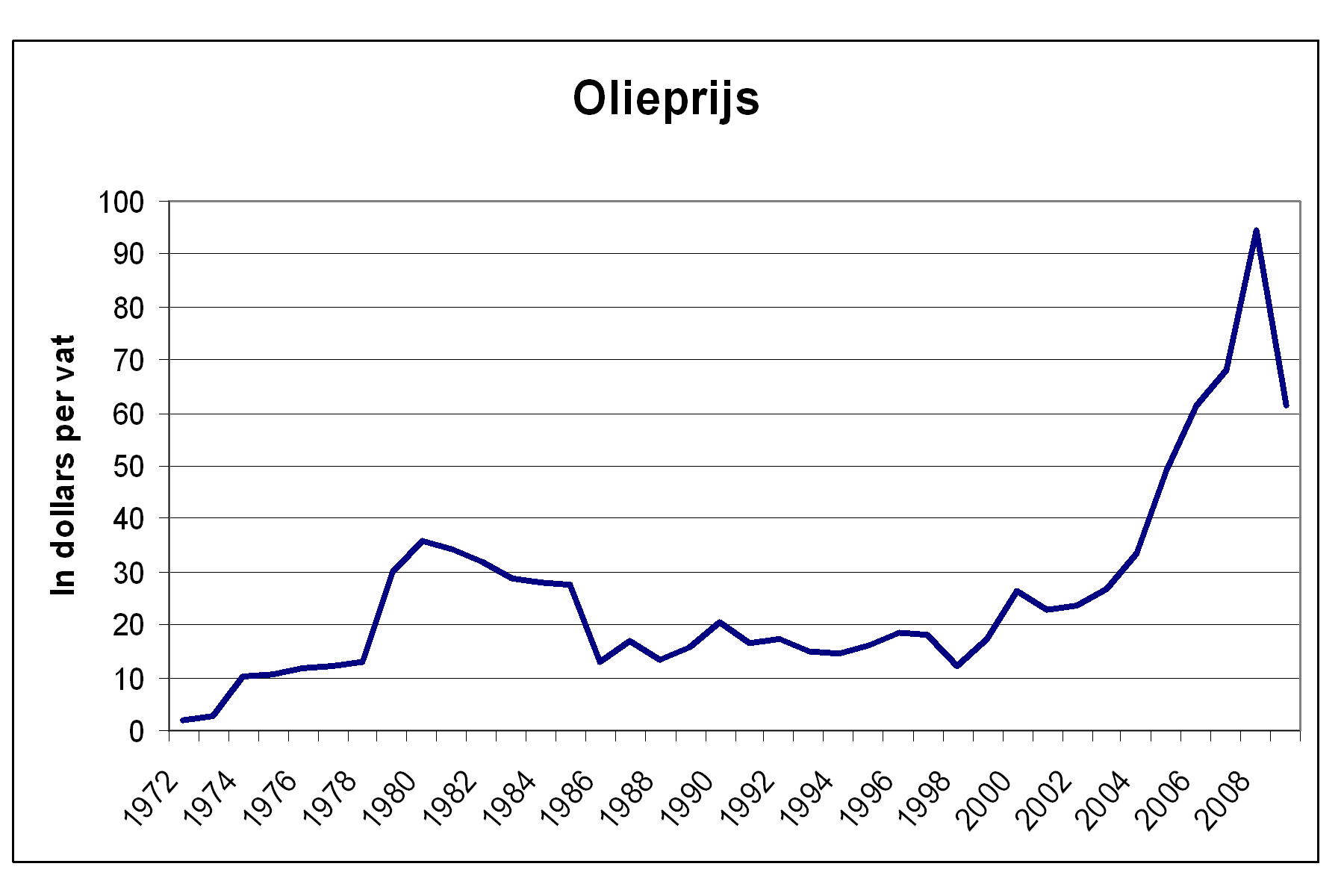
Verloop olieprijs tussen 1975 - 2009. Bron: BP

De oorzaak van de oliecrisis van 1979 lag in de onrust in het Midden-Oosten waar de sjah van Perzië, Mohammed Reza Pahlavi, tijdens de Iraanse Revolutie moest vluchten om plaats te maken voor de Iraanse islamitische leider ayatollah Khomeini. Om de sjah onder druk te zetten te vertrekken, werd in grote delen van het land gestaakt waaronder ook in de olie-industrie. Voor de stakingen was Iran de tweede olieproducent, na Saoedi-Arabië, ter wereld; per dag werd er 5,5 miljoen vaten uit de grond gepompt, waarvan 4,5 miljoen werden geëxporteerd. Het effect van de stakingen drukte de export naar 1 miljoen vpd in november 1978 en tegen het einde van het jaar lag de export helemaal stil. Andere landen, zoals Irak, Koeweit en Saoedi-Arabië waren in staat deze terugval op te vangen, maar door de gestegen vraag schoten de olieprijzen toch omhoog. De sjah gaf ten slotte toe aan de druk en verliet op 16 januari 1979 per vliegtuig het land. Door de chaos die hierop volgde werd de Iraanse olieproductie niet meteen hersteld. In februari 1979 lagen de olieprijzen tweemaal zo hoog als voor het uitbreken van de onlusten in Iran. In maart 1979 begon de olie-export vanuit Iran weer op gang te komen, maar wel op een lager niveau dan voor de val van de sjah. De OPEC-leden kwamen bij elkaar eind maart en afgesproken werd de officiële olieprijs los te laten en de markt zijn werk te laten doen. In 1979 produceerde de OPEC iets meer dan 30 miljoen vpd, een record op een wereldwijd totaal van 66,5 miljoen vpd.

### Van olietekort naar overschot

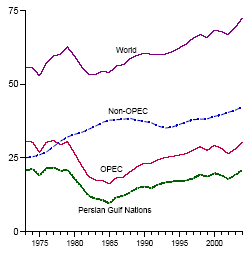
Wereldwijde olieproductie, gesplitst naar OPEC- en niet-OPEC-landen, 1973-2004. Bron EIA

Met een kleine vertraging leidde de hoge olieprijs tot een stagnerende economische groei in de westerse wereld en de vraag naar olie daalde fors. De sterk gestegen olieprijs na de eerste oliecrisis en de olieboycot, hadden geleid tot een zoektocht naar nieuwe olievelden buiten de OPEC-landen. Dit was bijzonder succesvol geweest. In Alaska was met het Prudhoe Bay-veld het grootste olieveld van Noord-Amerika aangeboord, in de Noordzee op de zeegrens van het Verenigd Koninkrijk en Noorwegen waren nieuwe velden gevonden en ook in Mexico. In het begin van de jaren 80 kwamen deze velden in productie en, in combinatie met de gedaalde vraag, sloeg het olietekort om in een overschot. In de zomer van 1980 sprak de OPEC over productieverlagingen om de prijs te stabiliseren, maar dit besluit werd pas in september daadwerkelijk genomen. In 1982 was de totale wereldwijde productie van olie gedaald naar 57 miljoen vpd; de OPEC produceerde in dat jaar iets minder dan 19 miljard vaten.

### Opkomst schalieolie en breuk OPEC prijsbeleid
In de Verenigde Staten is de productie van schalieolie sinds 2008 zeer sterk gestegen. De hoge olieprijs op de wereldmarkt maakt de ontwikkeling van deze relatief dure methode van oliewinning mogelijk. Vanaf de zomer tot eind november 2014 is de olieprijs met zo’n 30% gedaald vanwege een lagere vraag en een hoger aanbod van schalieolie. Op 27 november 2014 kwamen de leden van de OPEC bij elkaar en besloten het productieniveau van 30 miljoen vpd, ongeveer 40% van de wereldproductie, niet te verlagen ondanks deze forse prijsdaling. Dit was een breuk met het tot dan gevoerde beleid. Saoedi-Arabië koos ervoor zijn marktaandeel te verdedigen. Bij een verlaging van de Arabische productie zouden andere producenten meer olie uit de grond kunnen halen waarmee het positieve effect op de olieprijs teniet wordt gedaan. Verschillende OPEC-leden, waaronder Iran en Venezuela, wilden wel een lagere olieproductie. Na het besluit is de olieprijs verder gedaald tot onder de US$ 45 per vat in januari 2015. In januari 2016 bedroeg de prijs per vat nog slechts US$ 30.

### In 2016 eerste productieplafond sinds acht jaar
Eind november 2016 sloten de OPEC-leden, voor het eerst in acht jaar, een akkoord over een lager productieplafond. De productie verminderde met circa 750.000 vpd naar een plafond van 32,5 tot 33 miljoen vpd. Diverse niet-OPEC landen, deelnemers aan OPEC+ verband, deden mee en beperkten hun productie met zo’n 600.000 vpd om daarmee de vraag naar en aanbod van olie meer in evenwicht te krijgen. Deze overeenkomst liep tot eind juni 2017. De olieprijs op de wereldmarkt reageerde direct na het nieuws en steeg met 5% naar circa US$ 50 per vat. In mei 2017 werd deze productiebeperking met negen maanden verlengd tot maart 2018. In december 2017 besloot de OPEC deze beperking voor de tweede keer te verlengen tot eind 2018. Tussen januari en december 2017 zijn de olieprijzen met 20% gestegen.
Op 7 december 2018 besloot OPEC+, dan zijn OPEC- en diverse niet-OPEC-landen waaronder Rusland, om 1,2 miljoen vpd minder te produceren. Het aandeel van de OPEC hierin is 0,8 miljoen vpd. De afspraak was ingegaan per 1 januari 2019 en gold voor een halfjaar. Op het nieuws schoot de olieprijs met 5% omhoog. Op 1 juli 2019 werd besloten de productiebeperking te handhaven tot en met 31 maart 2020.
In februari 2020 daalde de olieprijs naar US$ 55 per vat, het laagste niveau sinds september 2017. In maart 2020 kon binnen de OPEC+ geen overeenstemming worden bereikt om de olieproductie met nog eens 1,5 miljoen vpd te beperken, als een gevolg van de vraaguitval door het coronapandemie. Vooral Rusland lag dwars en Saoedi-Arabië besloot de productie te verhogen en daarmee Rusland te straffen; de olieprijs daalde nogmaals met 30% naar US$ 35. Op 9 april 2020 bereikten Rusland en Saoedi-Arabië wel een overeenstemming om de productie met 10 miljoen vpd te verlagen, dit is ongeveer 10% van het wereldwijde aanbod. Zowel Rusland en Saudi-Arabië verlaagden de productie met 5 miljoen vpd. Overige leden van de OPEC+ verlaagden ook de productie met nog eens 5 miljoen vpd. Deze productieverlaging zal stapsgewijs worden afgebouwd, afhankelijk van de vraagontwikkeling, en stoppen per april 2022. De rest van de wereld, vooral de Verenigde Staten en Canada, werd ook gevraagd eenzelfde bijdrage te leveren aan het herstel van vraag en aanbod. De kosten voor Amerikaanse schalieolieproducenten lagen boven de huidige lage olieprijs en staken de productie om de financiële verliezen te beperken. De Amerikaanse regering heeft geen instrumenten om een productieverlaging af te dwingen.

## Olieproductie en -reserves
Sinds de oprichting in 1960 is de olieproductie van de OPEC met een factor 3,5 gestegen; van ruim 8 miljoen vpd naar 29 miljoen in 2010. Saoedi-Arabië is de leider met een aandeel van bijna 30% in de totale OPEC-olieproductie. De snelle opkomst van nieuwe olielanden als Libië, Nigeria en Angola zijn duidelijk zichtbaar in de onderstaande tabel. De effecten op de olieproductie als gevolg van conflicten tussen de OPEC-landen zijn ook terug te vinden in de tabel, zoals de lage productie van Koeweit in 1990 na de inval door Irak en de Irak-Iranoorlog in 1980. De gegevens van de landen die de OPEC hebben verlaten, zoals Indonesië en Ecuador, zijn niet in de tabel opgenomen.
| Omschrijving        | 1960  | 1970   | 1980   | 1990   | 2000   | 2010   | 2015   | 2020   |
| ------------------- | ----- | ------ | ------ | ------ | ------ | ------ | ------ | ------ |
| Algerije            | 181   | 1029   | 1020   | 784    | 796    | 1190   | 1157   | 899    |
| Angola              | 1     | 84     | 150    | 474    | 736    | 1691   | 1767   | 1272   |
| Congo               |       |        |        |        |        |        |        | 300    |
| Ecuador             | 8     | 4      | 204    | 286    | 392    | 476    | 543    |        |
| Equitorial Guinee   |       |        |        |        |        |        |        | 114    |
| Gabon               |       |        |        |        |        |        |        | 207    |
| Indonesië           |       |        |        |        |        |        | 690    |        |
| Iran                | 1068  | 3829   | 1467   | 3135   | 3661   | 3544   | 3152   | 1985   |
| Irak                | 972   | 1548   | 2646   | 2113   | 2810   | 2358   | 3504   | 3997   |
| Koeweit             | 1692  | 2990   | 1664   | 859    | 1996   | 2312   | 2859   | 2438   |
| Libië               | -     | 3318   | 1832   | 1389   | 1347   | 1487   | 404    | 389    |
| Nigeria             | 17    | 1083   | 2058   | 1728   | 2054   | 2048   | 1748   | 1493   |
| Qatar               | 175   | 362    | 471    | 406    | 648    | 733    | 656    |        |
| Saoedi-Arabië       | 1313  | 3799   | 9900   | 6412   | 8095   | 8166   | 10193  | 9213   |
| Ver. Arab. Emiraten | -     | 780    | 1702   | 1763   | 2175   | 2324   | 2989   | 2779   |
| Venezuela           | 2846  | 3708   | 2165   | 2135   | 2891   | 2854   | 2654   | 569    |
| Totaal OPEC         | 8.273 | 22.535 | 25.280 | 21.482 | 27.601 | 29.183 | 32.315 | 25.654 |

In 2015 produceerde de OPEC, inclusief Indonesië, in totaal 32,3 miljoen vaten olie per dag (vpd), op een wereldwijd totaal van circa 75,1 miljoen vpd. De OPEC berekent het aandeel op 43,0% van de wereldwijde olieproductie. Op basis van gegevens verzameld door de oliemaatschappij BP werd in 2013 ongeveer 36,8 miljoen vpd door de OPEC geproduceerd en wereldwijd 86,8 miljoen vpd. Een belangrijk verschil tussen beide cijfers zijn de teerzanden in Canada. De OPEC neemt alleen conventionele olie in de berekening op, terwijl de BP cijfers inclusief de teerzandreserves en -productie zijn.
Volgens eigen gegevens bezitten de twaalf OPEC-landen gezamenlijk 81% van de wereldwijde "bewezen aardoliereserve"; circa 1211 miljard vaten van de 1493 miljard. Over de exacte grootte van de oliereserves bestaat enige controverse, aangezien deze niet door externe audits kan worden bevestigd. De plotselinge reservebijstellingen in de jaren 80 zouden zijn ingegeven door quotabeperkingen en niet door nieuwe vondsten. In 1988, bijvoorbeeld, verhoogde Saudi Aramco zijn oliereserve van 170 miljard vaten naar 255 miljard vaten en sindsdien is dit getal nauwelijks gewijzigd, ondanks de productie van miljarden vaten olie.
| Omschrijving                         | 2005   | 2010   | 2015   | 2020   |
| ------------------------------------ | ------ | ------ | ------ | ------ |
| OPEC oliereserves (miljarden vaten)  | 924,3  | 1193,2 | 1211,4 | 1236,9 |
| idem als % van wereldtotaal          | 77,1%  | 81,3%  | 81,2%  | 79,9%  |
| OPEC gasreserves (miljarden m³)      | 86.659 | 94.292 | 95.509 | 73.737 |
| idem als % van wereldtotaal          | 49,2%  | 49,0%  | 48,3%  | 35,7%  |
| OPEC olieproductie (miljoenen vpd)   | 31.264 | 29.183 | 32.315 | 25.654 |
| idem als % van wereldtotaal          | 43,7%  | 41,8%  | 43,0%  | 37,1%  |
| OPEC ruweolie-export (miljoenen vpd) | 23.316 | 22.777 | 23.570 | 23.183 |
| idem als % van wereldtotaal          | 57,5%  | 60,2%  | 56,6%  | 33,2%  |

De prijs van olie wordt door vraag en aanbod bepaald en is aan grote schommelingen onderhevig. Aan de aanbodzijde proberen de OPEC-landen door middel van productiequota de oliemarkt in evenwicht te houden. Onregelmatig komen de OPEC-landen bij elkaar om de marktsituatie te bespreken en, indien gewenst, de quota aan te passen. De bereidheid van de OPEC-landen om zich te houden aan productieverlagingen is niet altijd even groot omdat dit de inkomsten sterk negatief kan beïnvloeden. Ondanks de maatregelen van de OPEC blijft de olieprijs volatiel met eveneens grote consequenties voor de inkomsten uit export en voor de staatskas.
| Omschrijving                              | 2005 | 2006 | 2007 | 2008 | 2009 | 2010 | 2011  | 2012  | 2013  | 2014 | 2015 | 2016 | 2017 | 2018 | 2019 | 2020 | 2021 |
| ----------------------------------------- | ---- | ---- | ---- | ---- | ---- | ---- | ----- | ----- | ----- | ---- | ---- | ---- | ---- | ---- | ---- | ---- | ---- |
| OPEC oliereferentieprijs (in US$ per vat) | 50,6 | 61,1 | 69,1 | 94,5 | 61,1 | 77,5 | 107,5 | 109,5 | 105,9 | 96,3 | 49,5 | 40,8 | 52,4 | 69,8 | 65,1 | 41,5 | 69,9 |
| Olie exportopbrengst (in US$ miljarden)   | 532  | 640  | 710  | 1002 | 575  | 745  | 1079  | 1183  | 1083  | 952  | 513  | 446  | 578  | 649  | 565  | 321  | 561  |

In 2001 introduceerde de OPEC een eigen referentieprijs. Dit is een gemiddelde prijs van een aantal oliekwaliteiten die in OPEC-landen worden geproduceerd, de OPEC Reference Basket. De volgende oliesoorten zijn in de berekening opgenomen: Saharan Blend (Algerije), Girassol (Angola), Djeno (Congo), Zafiro (Equatorial-Guinee), Rabi Light (Gabon), Iran Heavy (Iran), Basra Medium (Irak), Kuwait Export (Koeweit), Es Sider (Libië), Bonny Light (Nigeria), Qatar Marine (Qatar), Arab Light (Saoedi-Arabië), Murban (VAE) en Merey (Venezuela).

## Trivia
- In december 1975 vond een gijzeling plaats in het hoofdkantoor onder leiding van Ilich Ramírez Sánchez alias Carlos de Jakhals.